# Seminar Rubrorum

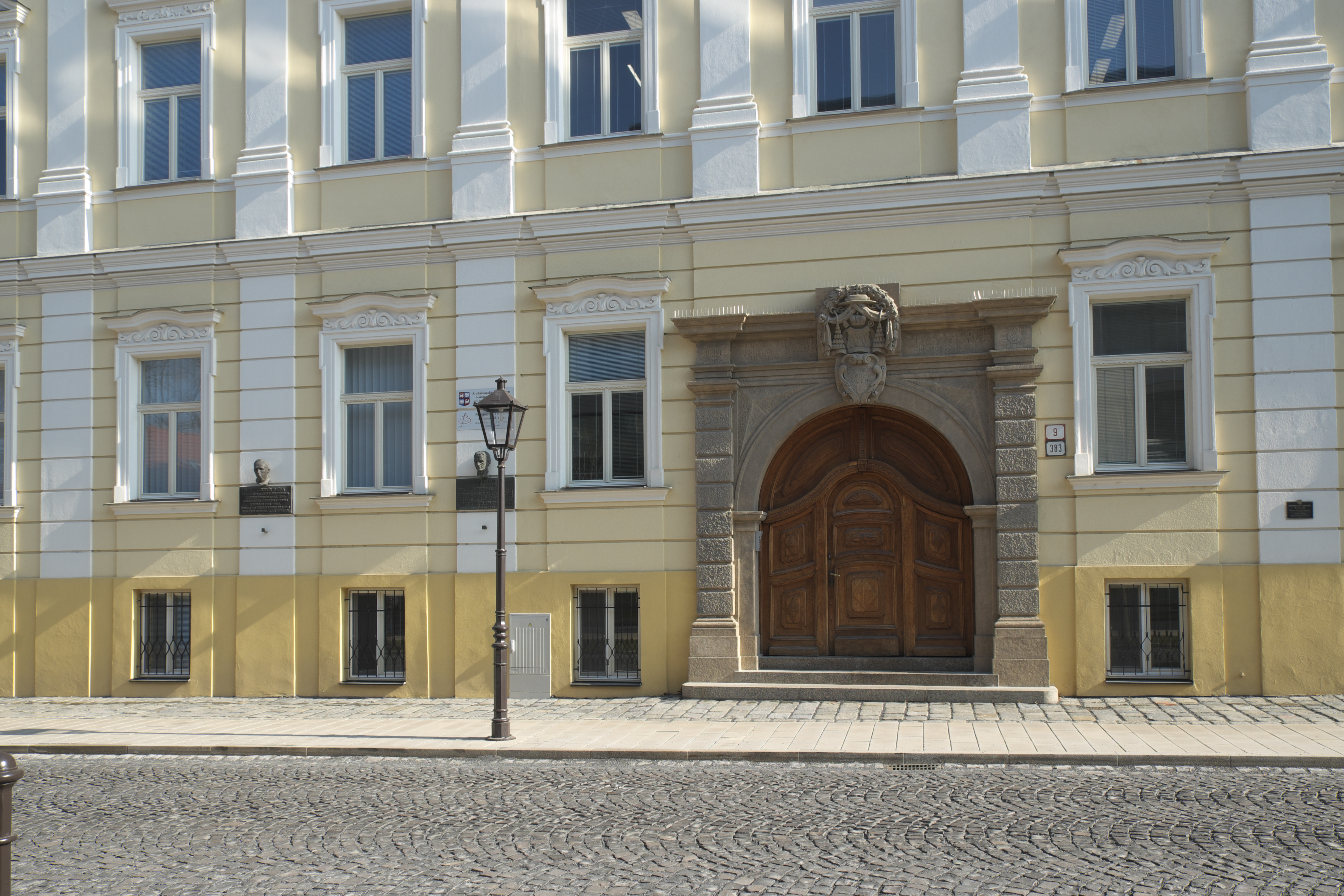
Seminar Rubrorum in Trnava

Das Seminar, das sogenannte Rubrorum, in Trnava (deutsch Tyrnau), einer slowakischen Stadt nordöstlich der Hauptstadt Bratislava, wurde im 17. Jahrhundert errichtet. Das Gebäude mit der Adresse Hollého ul. 9 ist ein geschütztes Kulturdenkmal.
Das ehemalige Seminar der roten Kleriker, das wegen der roten Kutten der Theologiestudenten so bezeichnet wurde, befindet sich neben dem Adalbertinum. Das Seminar wurde 1649 vom Erzbischof Juraj Lippay für die Studenten der Theologischen Fakultät der Jesuitenuniversität Trnava gegründet.
Nach 1783 wurden das Rubrorum und andere Gebäude von der Armee benutzt. Der ursprünglich eingeschossige Bau bekam seine heutige Form im Jahr 1914.
Das frühbarocke Portal mit einer lateinischen Inschrift und dem Wappen des Gründers blieb erhalten.
Von 1852 bis 1918 war in dem Gebäude das erzbischöfliche Gymnasiums untergebracht. Bekannte Schüler waren zum Beispiel die Komponisten Mikuláš Schneider-Trnavský und Zoltán Kodály und der Bildhauer Ján Koniarek.
Nachdem das Gymnasium 1919 vom tschechoslowakischen Staat übernommen worden war, änderte sich der Name zu Ehren des Schriftstellers Ján Hollý (1785–1849), der zwischen 1802 und 1808 in Trnava studierte.